# Argalant járás
Argalant járás (mongol nyelven: Аргалант сум) Mongólia Központi tartományának egyik járása. Területe 1600 km². Népessége kb. 2500 fő.
Székhelye, Argalant (Аргалант) 120 km-re fekszik Dzúnmod tartományi székhelytől és 80 km-re Ulánbátortól.